# Ejabberd
ejabberd es un servidor de mensajería instantánea de código abierto (GNU GPL) para plataformas Unix (BSD, GNU/Linux, etc), Microsoft Windows y otras.
Para la comunicación instantánea se utiliza XMPP y MQTT. Está escrito principalmente en Erlang, es software concurrente y distribuido.
Alexey Shchepin fundó el proyecto en 2002 y continúa manteniéndolo. El nombre « ejabberd » significa « Erlang Jabber Daemon ».
Se escribe en letras minúsculas solamente, que es uso común en el mundo de Unix.
El objetivo del proyecto ejabberd es la creación de un servidor XMPP estable y con variedad de posibilidades.

## Historial
- 16 de noviembre de 2002 : Alexey Shchepin escribe las primeras líneas de código
- 11 de febrero de 2003 : ejabberd 0.1-alpha lanzado
- 16 de noviembre de 2003 : ejabberd 0.5 lanzado
- 13 de julio de 2004 : ejabberd 0.7 lanzado
  - 10 de octubre de 2004 : ejabberd 0.7.5 lanzado
- 19 de abril de 2005 : ejabberd ejabberd 0.9 lanzado
  - 24 de mayo de 2005 : ejabberd ejabberd 0.9.1 lanzado
  - 2 de agosto de 2005 : ejabberd 0.9.8 lanzado
- 14 de diciembre de 2005 : ejabberd ejabberd 1.0.0 lanzado
  - 25 de abril de 2006 : ejabberd 1.1.0 lanzado
    - 29 de abril de 2006 : ejabberd 1.1.1 lanzado
    - 28 de septiembre de 2006 : ejabberd 1.1.2 lanzado
    - 2 de febrero de 2007 : ejabberd 1.1.3 lanzado
    - 3 de septiembre de 2007 : ejabberd 1.1.4 lanzado
- 20 de febrero de 2008 : ejabberd 2.0.0 lanzado
  - 20 de mayo de 2008 : ejabberd 2.0.1 lanzado
  - 28 de agosto de 2008 : ejabberd 2.0.2 lanzado
  - 15 de enero de 2009 : ejabberd 2.0.3 lanzado
  - 13 de marzo de 2009 : ejabberd 2.0.4 lanzado
  - 3 de abril de 2009 : ejabberd 2.0.5 lanzado
  - 13 de noviembre de 2009 : ejabberd 2.1.0 lanzado
    - 17 de diciembre de 2009 : ejabberd 2.1.1 lanzado
    - 18 de enero de 2010 : ejabberd 2.1.2 lanzado
    - 12 de marzo de 2010 : ejabberd 2.1.3 lanzado
    - 4 de junio de 2010 : ejabberd 2.1.4 lanzado
    - 3 de agosto de 2010 : ejabberd 2.1.5 lanzado
    - 14 de diciembre de 2010 : ejabberd 2.1.6 lanzado

### Proyecto principal
- (en inglés) Official Sitio web
- (en inglés) Community Sitio web
- (en inglés) EJabberd hosting gratuito

- Datos: Q285052